# Stanisław Dietkow
Stanisław Walerjewicz Dietkow (ros. Станислав Валерьевич Детков, ur. 16 września 1980) – rosyjski snowboardzista specjalizujący się w slalomie gigancie równoległym i slalomie równoległym. Jego najlepszym wynikiem olimpijskim jest 4. miejsce w gigancie równoległym na igrzyskach olimpijskich w Vancouver. Jego najlepszym wynikiem na mistrzostwach świata w snowboardzie jest 7. miejsce w slalomie równoległym na mistrzostwach w La Molinie. Najlepsze wyniki w Pucharze Świata w snowboardzie osiągnął w sezonie 2010/2011, kiedy to zajął 24. miejsce w klasyfikacji generalnej, a w klasyfikacji PAR był 12.

## Sukcesy

### Igrzyska olimpijskie
| Miejsce | Dzień     | Rok  | Miejscowość | Konkurencja       | Zwycięzca          |
| ------- | --------- | ---- | ----------- | ----------------- | ------------------ |
| 4.      | 27 lutego | 2010 | Vancouver   | Gigant równoległy | Jasey-Jay Anderson |
| 29.     | 19 lutego | 2014 | Soczi       | Gigant Równoległy | Vic Wild           |
| 28.     | 22 lutego | 2014 | Soczi       | Slalom równoległy | Vic Wild           |

### Mistrzostwa Świata
| Miejsce | Dzień       | Rok  | Miejscowość | Konkurencja       | Zwycięzca          |
| ------- | ----------- | ---- | ----------- | ----------------- | ------------------ |
| DSQ     | 16 stycznia | 2007 | Arosa       | Gigant równoległy | Rok Flander        |
| 15.     | 17 stycznia | 2007 | Arosa       | Slalom równoległy | Simon Schoch       |
| 7.      | 19 stycznia | 2011 | La Molina   | Gigant równoległy | Benjamin Karl      |
| 9.      | 22 stycznia | 2011 | La Molina   | Slalom równoległy | Benjamin Karl      |
| 18.     | 25 stycznia | 2013 | Stoneham    | Gigant równoległy | Benjamin Karl      |
| 25.     | 27 stycznia | 2013 | Stoneham    | Slalom równoległy | Rok Marguč         |
| 13.     | 22 stycznia | 2015 | Kreischberg | Slalom równoległy | Roland Fischnaller |

### Puchar Świata

#### Miejsca w klasyfikacji generalnej
- sezon 2004/2005: 80.
- sezon 2005/2006: 72.
- sezon 2006/2007: –
- sezon 2007/2008: 33.
- sezon 2008/2009: –
- sezon 2009/2010: 28.
- sezon 2010/2011: 12.
- sezon 2011/2012: 20.
- sezon 2012/2013: 17.
- sezon 2013/2014: 20.
- sezon 2014/2015:

#### Zwycięstwa w zawodach
1. Moskwa – 23 lutego 2013 (gigant równoległy)

#### Pozostałe miejsca na podium w zawodach
1. Asahikawa – 28 lutego 2015 (gigant równoległy) – 3. miejsce